# Капович Катерина
Ка́терина Капо́вич (народ. 21 червня 1960) — російська та американська поетеса, прозаїк, редактор.

## Біографія
Народилася в Кишиневі в сім'ї архітектора, мати завідувала відділом комплектування в Бібліотеці Академії наук МРСР. Дід, професор політичної економії Ісай Ісайович Каповіч (1896 — 1972), був деканом єврейського відділення факультету соціального виховання Одеського інституту народної освіти (1923—1929); заарештований в 1937 році. У 1979 році батько був засуджений на 8 років.
Навчалася в кишинівської школі № 53 з англійським ухилом, закінчила російсько-молдавську середню школу № 8. Поступила в Нижньотагільський державний педагогічний інститут на факультет іноземних мов (відділення англійської та французької мов), після другого курсу перевелася на заочне відділення філологічного факультету в Кишинівському педагогічному інституті, працювала на самих екзотичних роботах (у тому числі заміряла резервуари нафтосховища). У Кишиневі входила в коло початківців місцевих літераторів літоб'єднання «Орбіта» при газеті «Молодь Молдавії» — Євген Хорват, Віктор Пане, Александр Фрадис та інші.
З 1990 р. разом з першим чоловіком (письменником Віктором Пане, нар. 1954) — в Ізраїлі, жила в Єрусалимі. У 1992 р. переїхала до Бостона (США), навчалася на факультеті славістики Гарвардського університету. Редагує (спільно з чоловіком Філіпом Ніколаєвим) англомовний поетичний журнал «Fulcrum».
Пише вірші по-російськи і по-англійськи. Російська поезія Капович відрізняється принциповим аскетизмом формальних засобів (аж до демонстративного мінус — прийому — бідної рими), що відображає наскрізну тему Капович — бідність і наготу предметного світу, які оточують більшість людей, римуються потім з бідністю душевного змісту. Лауреат «Російської премії» у категорії «мала проза» (2013) .

## Творчість
Випустила наступні збірки:
- «День Ангела і ніч», 1992
- «Дублер», 1998
- «Прощання з шестикрилими», 2001
- «Перекур», 2002.

1. 1 2  Чеська національна авторитетна база даних